# Callopistria minuta
Callopistria minuta är en fjärilsart som beskrevs av Butler 1889. Callopistria minuta ingår i släktet Callopistria och familjen nattflyn. Inga underarter finns listade i Catalogue of Life.